# Achille et Déidamie

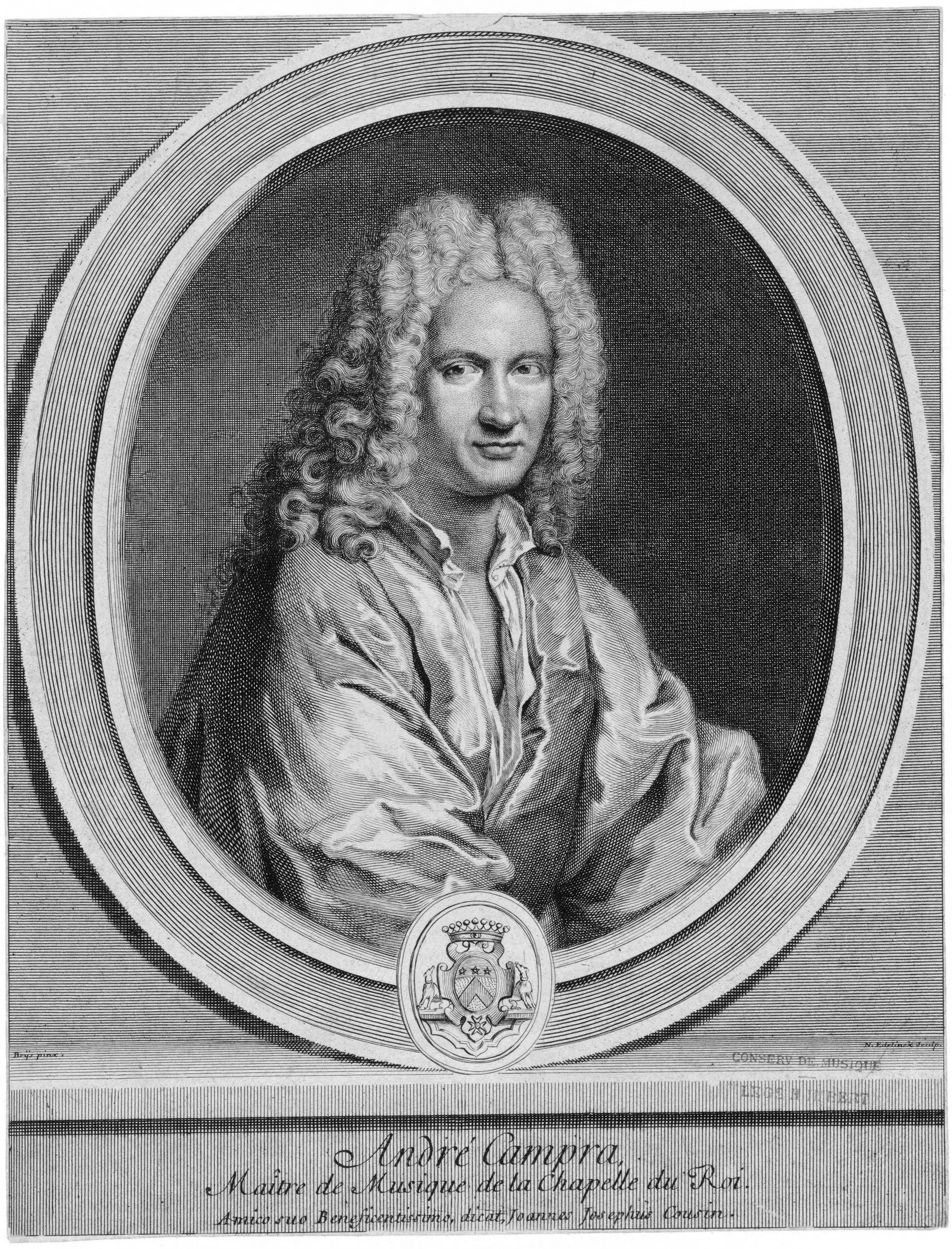
Imatge d'André Campra, compositor de l'òpera.

Achille et Déidamie és una òpera tràgica en cinc actes amb música d'André Campra i llibret d'Antoine Danchet i és l'última que va dedicar a Lully i Quinault. Es va estrenar a l'Académie Royale de Musique el 24 de febrer de 1735. Només va tenir vuit representacions, l'última el 8 de març de 1735, i no va ser reposada.

## Personatges
| Personatge                      | Tessitura    | Elenc de l'estrena, 24 de febrer de 1735 |
| ------------------------------- | ------------ | ---------------------------------------- |
| La Gloire                       |              | Mlle Eremans                             |
| Melpomènel                      |              | Mlle Julie                               |
| L'Amour                         |              | Mlle Delorge                             |
| Apollon                         |              | Cugnier                                  |
| Achille, sota el nom de Polemon |              | Chassé                                   |
| Déidamie                        |              | Mlle Le Maure                            |
| Ulysse                          | haute-contre | Tribou                                   |
| Lycomède                        |              | Dun                                      |
| Thétis                          |              | Mlle Antier                              |
| Les Sirènes                     |              | Mlles Fel, Dun i Monville                |